# Distretto di Pak Khat
Il distretto di Pak Khat (in thailandese: ปากคาด) è un distretto (amphoe) della Thailandia, situato nella provincia di Bueng Kan.